# Óscar Julio Vian Morales
Óscar Julio Vian Morales S.D.B. (Ciudad de Guatemala, 18 de octubre de 1947-Ib., 24 de febrero de 2018) fue el arzobispo de la Arquidiócesis de Guatemala. Fue ordenado sacerdote en 1976, y nombrado obispo titular de Pupiana y vicario apostólico de El Petén en 1996. Fue ordenado arzobispo de los Altos el 17 de abril de 2007, y Arzobispo de Guatemala el 2 de octubre de 2010.

## Biografía
Después de sus estudios secundarios en el Colegio Don Bosco, y el Seminario Salesiano de El Salvador, estudió Filosofía, Teología y Pedagogía en el Instituto Teológico y Filosófico Salesiano y en la Universidad de San Carlos de Guatemala.
Fue ordenado sacerdote en el Santuario de María Auxiliadora de los Salesianos de Don Bosco en Guatemala el 15 de agosto de 1976, por el Cardenal Miguel Obando y Bravo, S.D.B., Arzobispo de Managua, Nicaragua. Posteriormente enseñó en diferentes centros de educación salesianos en Centroamérica, incluyendo el Centro Vocacional Salesiano Rinaldi Santa Tecla (El Salvador), el Colegio Domingo Savio de Cartago (Costa Rica) y el Instituto Técnico Don Bosco (Panamá).
Recibió permiso sabático para estudiar Teología Litúrgica en el Instituto Pontificio Litúrgico de San Anselmo en Roma. A su regreso en Centroamérica fue nombrado consejero espiritual del Instituto Salesiano y director del Centro Juvenil Salesiano (CEJUSA). Poco después fue nombrado director de estudios del Colegio Salesiano Don Bosco de la Ciudad de Guatemala, y 4 años más tarde fue nombrado director del Instituto Salesiano San Miguel en Tegucigalpa, Honduras. En diciembre de 1990 fue nombrado Director del Centro Juvenil Don Bosco en Managua, Nicaragua, y en 1994 asumió el cargo de director del Colegio Salesiano Don Bosco de la Ciudad de Guatemala. Fue también profesor de Teología Litúrgica y catequesis y la Pastoral Juvenil en numerosos seminarios en toda Centroamérica.
Para la provincia salesiana desempeño los cargos de asesor de la Inspectoría Salesiana de Centroamérica (CAM) y delegado del ministerio de la Juventud en el centro de la provincia salesiana ubicado en San Salvador. En 1990 fue nombrado delegado del Capítulo General en Roma para la Provincia Salesiana.

## Episcopado
El Papa Juan Pablo II lo nombró obispo del Vicariato Apostólico del Petén, el 20 de diciembre de 1996. Recibió la ordenación episcopal del cardenal Miguel Obando y Bravo el 1 de febrero de 1997 en la ciudad de Flores, Petén.
A la par de su trabajo episcopal en el Petén, realizó diferentes cargos en el seno de la Conferencia Episcopal de Guatemala entre 1997 y 2006: Fue presidente de la Pastoral de la Liturgia, y participó en las comisiones de la Pastoral de la Tierra, Pastoral Social - Cáritas, Pastoral Juvenil, y Pastoral Educativa, entre otros. También presidió la Comisión de la Pastoral Educativa de Centroamérica y Panamá (COPECA).
El Papa Benedicto XVI lo nombró Arzobispo Metropolitano de Los Altos Quetzaltenango-Totonicapán el 17 de abril de 2007. Asumió sus funciones el 23 de junio de 2007.
El 2 de octubre de 2010 fue nombrado Arzobispo Metropolitano de Guatemala. El 4 de diciembre de 2010 tomó posesión de la Arquidiócesis de Guatemala en ceremonia realizada en la Catedral Metropolitana.

## Fallecimiento
Falleció el 24 de febrero de 2018 a las 2:39 horas, luego de complicaciones con su salud relacionadas con cáncer.